# جورج ميلر (مخرج)

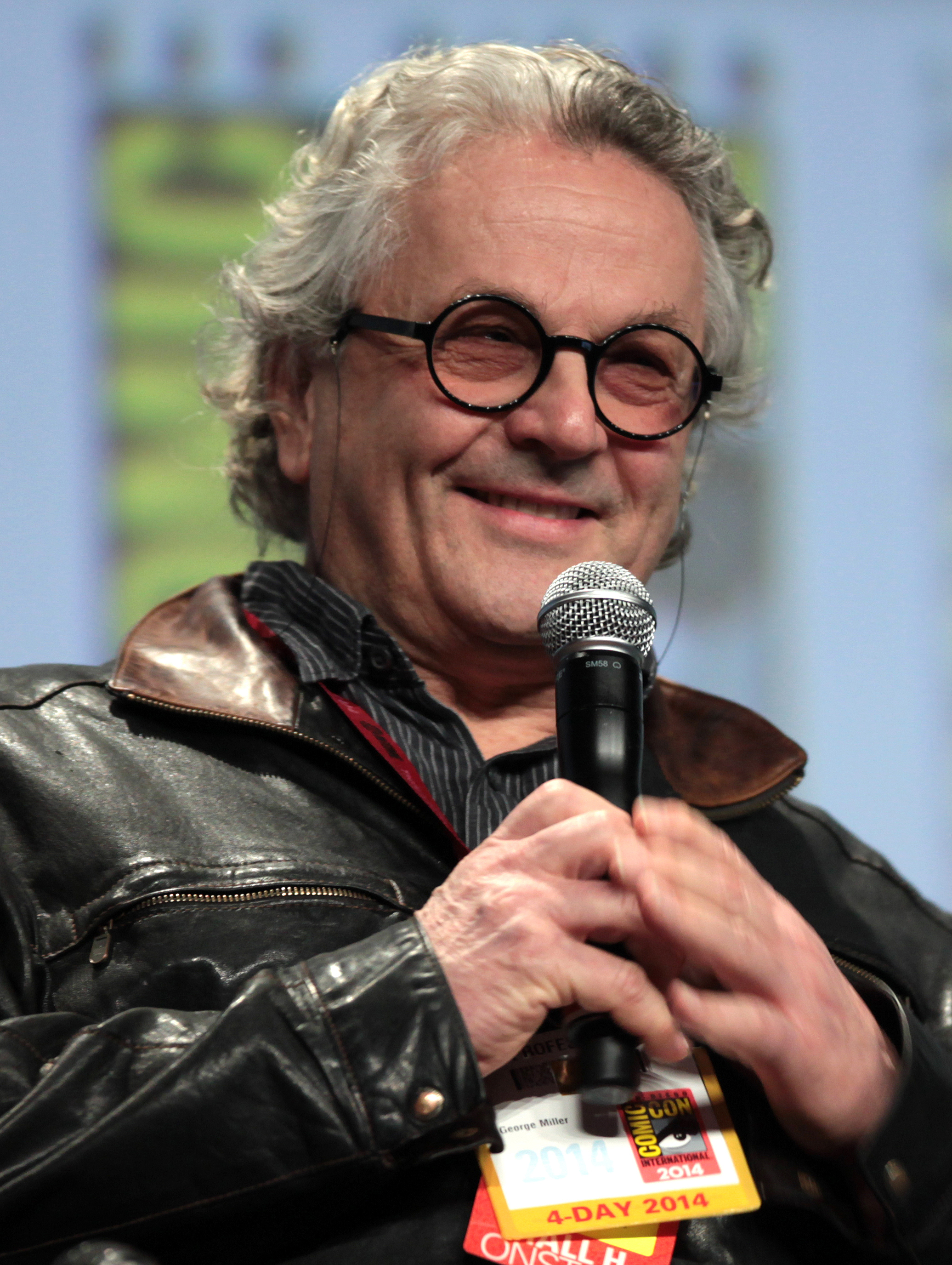
جورج ميلر في كوميك كون 2014

جورج ميلر (بالإنجليزية: George Miller) من مواليد 3 مارس 1945، هو مخرج ومنتج وسيناريست وطبيب سابق أسترالي من أصول يونانية. هو معروف بسلسلة "ماكس المجنون"، وشارك في مجموعة واسعة من المشاريع منها الفيلمان الحائزان على جائزة الأوسكار بيبي والأقدام المرحة.

## وصلات خارجية
- جورج ميلر على موقع IMDb (الإنجليزية)
- جورج ميلر على موقع الموسوعة البريطانية (الإنجليزية)
- جورج ميلر على موقع مونزينجر (الألمانية)
- جورج ميلر على موقع ألو سيني (الفرنسية)
- جورج ميلر على موقع ميوزك برينز (الإنجليزية)
- جورج ميلر على موقع أول موفي (الإنجليزية)
- جورج ميلر على موقع بوكس أوفيس موجو (الإنجليزية)
- جورج ميلر على موقع قاعدة بيانات الأفلام السويدية (السويدية)
- جورج ميلر على موقع إن إن دي بي (الإنجليزية)
- جورج ميلر على موقع قاعدة بيانات الفيلم (الإنجليزية)